# Júlio Endi Akamine
Júlio Endi Akamine SAC (ur. 20 listopada 1962 w Garça) – brazylijski duchowny katolicki, pallotyn, w latach 2017–2025 arcybiskup Sorocaby, arcybiskup Belém do Pará od 2025.

## Życiorys
Święcenia kapłańskie przyjął 24 stycznia 1988 w zgromadzeniu pallotynów. Po kilkuletniej pracy duszpasterskiej w Cambé został rektorem seminarium pallotyńskiego w Kurytybie (1996-2001). W kolejnych latach pracował jako m.in. konsultor w domu generalnym zgromadzenia w Rzymie (2001-2003), sekretarz kurytybskiej prowincji ds. formacji (2005-2007) oraz jako przełożony tejże prowincji (2008-2011).
4 maja 2011 papież Benedykt XVI mianował go biskupem pomocniczym archidiecezji São Paulo oraz biskupem tytularnym Thagamuta. Sakry biskupiej udzielił mu 9 lipca 2011 kardynał Odilo Scherer.
28 grudnia 2016 został mianowany na urząd metropolity Sorocaba. Rządy w archidiecezji objął 25 lutego 2017.
7 marca 2025 papież Franciszek mianował go arcybiskupem koadiutorem Belém do Pará. Urząd objął po przyjęciu przez papieża Leona XIV rezygnacji arcybiskupa Alberto Taveiry Corrêi 6 sierpnia 2025.